# Viciria pavesii
Viciria pavesii là một loài nhện trong họ Salticidae.
Loài này thuộc chi Viciria. Viciria pavesii được Tord Tamerlan Teodor Thorell miêu tả năm 1877.